# Ada Rosa del Valle Itúrrez de Cappellini
Ada Rosa do Vale Itúrrez de Cappellini (nascida a 5 de janeiro de 1946 em Villa Ojo de Agua) é uma advogada, escrivã e política argentina, actual Senadora Nacional pela província de Santiago del Estero. Pertence ao Partido Justicialista e faz parte da Frente Cívica por Santiago que apoia o bloco  Argentina Federal no Congresso Nacional Argentino.